# Rapala rubida
Rapala rubida är en fjärilsart som beskrevs av Robert Christopher Tytler 1926. Rapala rubida ingår i släktet Rapala och familjen juvelvingar. Inga underarter finns listade.